# Nguyễn Văn Trung (đại úy)
Nguyễn Văn Trung (1946 – 23 tháng 9 năm 2021) là một quân nhân của Quân đội nhân dân Việt Nam, hàm Đại úy, nguyên Chính trị viên Quân y Tiền phương Hậu Giang, Đoàn 9902, Mặt trận 979 thuộc Quân khu 9, được nhà nước Việt Nam trao tặng danh hiệu Anh hùng Lực lượng vũ trang nhân dân. Ông qua đời vào ngày 23 tháng 9 năm 2021 tại Bệnh viện Đa khoa tỉnh Hậu Giang.

## Khen thưởng
- Danh hiệu Anh hùng Lực lượng vũ trang nhân dân.
- Huân chương Chiến công hạng Nhất, Ba.
- Huân chương Kháng chiến hạng Nhất.
- Huân chương Chiến sĩ giải phóng hạng Nhất, Nhì, Ba.